# Prasinocyma vermicularia
Prasinocyma vermicularia là một loài bướm đêm trong họ Geometridae.